# Jean-Baptiste Chollet
Pour les articles homonymes, voir Chollet.
Jean-Baptiste Marie Chollet, né le 20 mai 1798 à Paris et mort le 10 janvier 1892, est un musicien et chanteur lyrique français, baryton-ténor (baryton Martin).

## Biographie
Il fait des études au Conservatoire, où il apprend dès l’âge de 8 ans le solfège et le violon. Il en sort avec un prix de solfège en 1814. Il avait commencé à chanter dans la chorale de Saint-Eustache où son père était maître de chapelle et comme il avait une voix intéressante de baryton, il entre, en 1815, comme choriste à l’Opéra, puis au Théâtre-Italien, et enfin au Théâtre Feydeau qui le retient 2 ans. 
En 1818, il tente l’aventure avec une troupe de comédiens, sous le nom d’artiste de Dôme-Chollet. En 1823, on le retrouve au Théâtre du Havre, puis, en 1825, au Théâtre de La Monnaie à Bruxelles où cette fois il reste un an. Il y fit un triomphe dans La Fête au village voisin. En 1826, il entre à nouveau au Théâtre Feydeau. 
Il  avait  été apprécié jusqu’ici  dans divers rôles de baryton aigu, et vraisemblablement de baryton-Martin car il avait joué au Havre, selon le tableau de la troupe, les rôles de Martin, de Lays et de Soulié, rôles qu’il continua à jouer lors de son premier séjour à Bruxelles. Puis, afin de s’approprier d’autres emplois, il commença, par l’exercice, à hausser sa voix et c’est comme ténor qu’il va chanter dans les plus grandes réussites lyriques :
- Le petit chaperon rouge, de Boieldieu ;

et avec la création de rôles qui furent écrits pour lui :
- Marie (dans le rôle de l’officier Henri), de Hérold (1826) ;
- La Fiancée, de Hérold, (1829) ;
- Fra Diavolo, d’Auber, dans le rôle-titre, (1830) ;
- Zampa (qui sera son rôle de prédilection), de Hérold, (1831).

Malheureusement, le Théâtre Feydeau dont il était sociétaire depuis 1827, périclite à partir de 1828 et bien que le théâtre ait plusieurs directions qui se succèdent, il ferme une seconde fois en août 1831. La société gérante fut dissoute en 1829 par la Chambre du Roi, et le théâtre sera transféré à la salle Ventadour, la salle Feydeau menaçant ruine. 
Chollet devenu libre, choisit de repartir à travers la France. Il passe au mois d’avril 1832 en Belgique où il débute à Bruxelles, théâtre où il est déjà connu. Il aura aussi l’occasion de chanter, toujours comme premier ténor, à La Haye. Revenu à Paris après 4 ans d’absence, il revient au Théâtre Feydeau en 1835, pour quelques succès : 
- Le Chalet d’Adolphe Adam, (1834)
- L’Éclair de Halévy, (1835)

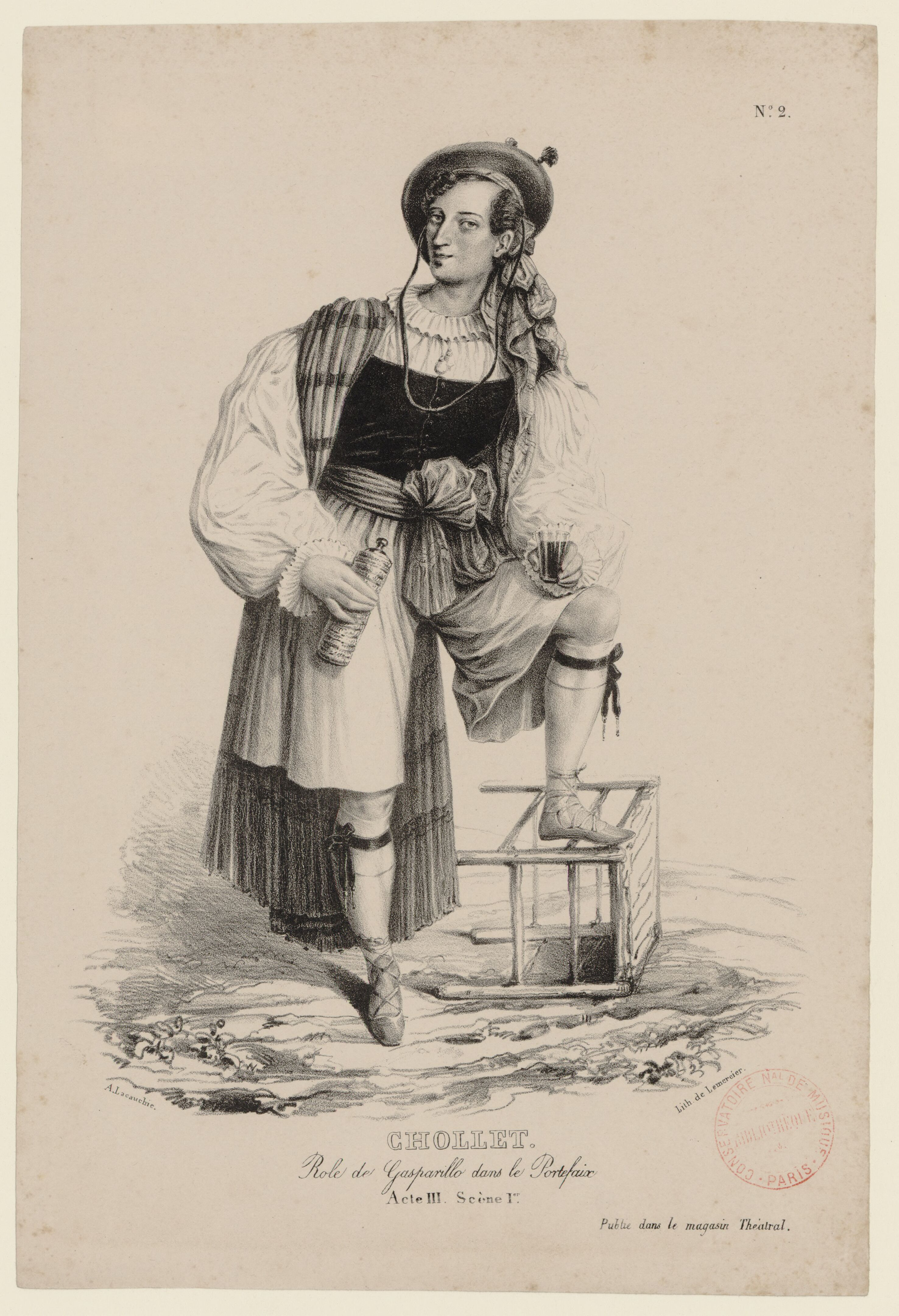
Chollet dans le rôle de Gasparillo

- Le Postillon de Longjumeau, d’ Adam, (1836)
- Le perruquier de la Régence, de Thomas, (1838)

Il reprend le chemin de La Haye pour y être un directeur du Théâtre très  apprécié. Puis il revient à Paris pour reparaître tardivement en 1854 dans Le Postillon de Longjumeau au Théâtre-Lyrique, qui était ouvert boulevard du Temple depuis le 27 septembre 1851. Mais le résultat ne fut pas assez probant pour l’inciter à continuer une carrière. Il semblait désormais avoir été davantage applaudi à l’étranger qu’à Paris où il conservait pourtant des admirateurs car son timbre était agréable, sa voix « forte et douce » à la fois. Sans doute son chant trop racoleur, ayant sacrifié sans cesse à la facilité sans jamais se perfectionner, et maintenant sur le déclin, y montrait davantage ses défauts, à peu près les mêmes que son modèle Martin : abus des points d’orgue, roulades saccadées, voix tirée, etc. Dépité, il se retira définitivement de la scène et ne fit plus parler de lui.
Habile musicien, il a laissé des romances et des nocturnes qui ont été de son temps bien accueillis.